# Tito (település)
Tito  község (comune) Olaszország Basilicata régiójában, Potenza megyében.

## Fekvése
A megye nyugati részén fekszik. Határai: Abriola, Picerno, Pignola, Potenza, Sant’Angelo Le Fratte, Sasso di Castalda, Satriano di Lucania és Savoia di Lucania.

## Története
A település első említése a 12. század elejéről származik, amikor egy bizonyos Matteo da Tito birtoka volt. A régészeti leletek szerint a település története az ókorig nyúlik vissza, névadója valószínűleg Tiberius Sempronius Gracchus római consul volt. Római kori leleteket Tito Vecchia területén találtak. A település az 5-6. században néptelenedett el, lakosai a közeli Satrianumba illetve a mai központ területére menekültek a gótok elől. Satrianum elpusztításával 1430-ban a menekülő lakosság egy része Titóba költözött.

## Népessége
A népesség számának alakulása:

## Főbb látnivalói
- Sant’Antonio-templom
- Santa Maria delle Grazie-templom